# Allan Mogensen
Allan Mogensen  (født 2. november 1967) er en dansk orienteringsløber, der er dobbelt verdensmester og dobbelt nordisk mester i orientering. 
Allan Mogensen har herudover vundet det danske mesterskab (DM) i orientering otte gange og har vundet en stribe af danske medaljer i øvrigt.
Efter ungdomsårene i Ballerup OK har Allan Mogensen løbet orientering for Farum OK. Herudover har han løbet for de to svenske orienteringsklubber IFK Södertälje og OK Ravinen samt den norske sportsklub Bækkelaget SK.

## Resultater i orientering

### VM i orientering
Ved  verdensmesterskabet (VM) i Norge (1997) vandt Allan Mogensen mesterskabstitlen. Som afsluttende løber på stafetten vandt han guld sammen med Torben Skovlyst, Chris Terkelsen, og Carsten Jørgensen.
I 1993 vandt Allan Mogensen guld på den klassiske distance ved VM i USA.

### World Cup
I 2000 blev Allan Mogensen nr. 3 i den samlede  World Cup i orientering, der omfattede i alt 12 løb (ni individuelle løb og tre stafetter).

### NM og andre internationale orienteringsløb
Nordiske Mesterskaber Allan Mogensen har i alt vundet fire medaljer ved de Nordiske Mesterskaber i orientering (NM) – de primære resultater er ikke tilgængelige.
Ved NM i Danmark (1997) vandt Allan Mogensen guld på stafetten sammen med Torben Skovlyst, Chris Terkelsen og Carsten Jørgensen.
Ved NM i Norge (1992) vandt Allan Mogensen sølv på henholdsvis den klassiske distance og den korte distance, mens han vandt guld på den klassiske distance i Danmark i 1990.
Tiomila Allan Mogensen har to gange vundet den svenske 10-mandsstafet ’Tiomila’ sammen med den svenske klub IFK Södertälje. Begge gange har han været afsluttende løber (1996 og 1993) – det primære resultat i 1993 er ikke tilgængeligt. I 1997 vandt Allan Mogensen ’Tiomila’ sammen med den norske klub Bækkelagets Sportsklub, ved denne stafet løb han niende stræk.
Park World Tour I 1999 vandt Allan Mogensen den samlede Park World Tour – de primære resultater er ikke tilgængelige.
O-Ringen I 1992 vandt Allan Mogensen O-Ringen, en orienteringskonkurrence, der afholdes hvert år over fem dage forskellige steder i Sverige og med deltagelse af orienteringsløbere fra hele verden. Det primære resultat i 1993 er ikke tilgængeligt.

### DM i orientering
Igennem en 18-årig periode (1986-2003) har Allan Mogensen vundet adskillelige DM-titler i orientering. Den første medalje vandt han på stafetten i 1968, og den sidste medalje i eliterækken (H21) vandt han som 40-årig på mellemdistancen i 2008. 
Allan Mogensen har vundet individuelt DM-guld på såvel langdistancen som på den klassiske distance, den korte distance og i nat-orientering. I alt er det blevet til 19 medaljer på de individuelle distancer i orientering: otte guldmedaljer, syv sølvmedaljer og fire bronzemedaljer. Hertil kommer 13 medaljer, som han har vundet ved stafetter.
På lang-distancen har Allan Mogensen vundet to guldmedaljer (1990 og 1991),   tre sølvmedaljer (1993, 1999 og 2003) og én bronzemedalje (1997).
På den klassiske distance har han vundet guld fire gange (1992, 1993, 2000 og 2002),  sølv én gang (1999) og bronze én gang (2003),
mens det er blevet til én bronzemedalje på mellemdistancen (2008).
På den korte distance har Allan Mogensen vundet én guldmedalje (1996) og tre sølvmedaljer (1998, 1999 og 2000), 
og ved nat-orienteringsløb har han én gang vundet guld (1989) og én gang bronze (1990).
Ved stafetterne har han sammen med forskellige hold vundet guld fem gange (1987, 1991, 1992, 1998 og 1999),  sølv seks gange (1989, 1990, 1993, 1994, 1996 og 2000) og bronze to gange (1986 og 2001).
Medaljeoversigt ved danske mesterskaber
2008
- Bronze, Mellem (Borupskovene Vest)

2003
- Sølv, Lang (Fanø Midt Syd)
- Bronze, Klassisk (Frijsenborg)

2002
- Guld, Klassisk (Stenderupskovene)

2001
- Bronze, Stafet (Jomfrubjerget)

2000
- Guld, Klassisk (Ulfborg Plantage)
- Sølv, Kort (Blåbjerg Øst)
- Sølv, Stafet (Stråsø Øst)

1999
- Sølv, Lang (Jægerspris)
- Sølv, Klassisk (Brahetrolleborg Øst)
- Sølv, Kort (Freerslev Hegn)
- Guld, Stafet (Svanninge)

1998
- Sølv, Kort (Rye Sønderskov)
- Guld, Stafet (Gribskov Esrum)

1997
- Bronze, Lang (Vrøgum)

1996
- Guld, Kort (A-finaler, Brøde Skov)
- Sølv, Stafet (Klinteskoven)

1994
- Sølv, Stafet (Yding)

1993
- Guld, Klassisk (Fanø Midt)
- Sølv, Lang (Linå Vesterskov Silkeborg Nord)
- Sølv, Stafet (Blåbjerg Øst)

1992
- Guld, Klassisk (Harager Hegn Gribskov Nord)
- Guld, Stafet (Grønholt Hegn)

1991
- Guld, Lang (Kongskildeskovene)
- Guld, Stafet (Vrads)

1990
- Guld, Lang (Åbenrå Syd)
- Bronze, Nat (Kelstrup)
- Sølv, Stafet (Gårslev)

1989
- Guld, Nat (Hald Ege)
- Sølv, Stafet (Poulsker Bodilsker)

1987
- Guld, Stafet (Brorfelde)

1986
- Bronze, Stafet (Kirkeby)

## Andre udmærkelser
Allan Mogensen er tre gange blevet kåret som ’Årets orienteringsløber’ af Dansk-Orienterings Forbund: I 1992, 1993 og i 1996. Efter VM i 1997 blev VM-stafetholdet med Allan Mogensen, Chris Terkelsen, Torben Skovlyst og Carsten Jørgensen kåret til ’Årets orienteringsløber(e)